# Толгахан Сајишман
Tolgahan Sajišman (rođen 17 Decembra 1981) turski je glumac i model. Sajišman je pobedio na takmičenju za Najbolji model Turske 2002. godine i osvojio Manhunt internacionalno takmičenje 2005. godine u Koreji.

## Život i karijera
Tolgahan je rođen u Istanbulu gde je završio srednju školu, a kasnije i Univerzitet Doguš, Fakutet za poslovnu administraciju. Prvo je počeo da se bavi modelingom - 2002. godine osvojio je drugo mesto na izboru za najboljeg modela Turske. Dve godine kasnije pobeđuje na izboru "Manhunt of Turkey", da bi 2005. godine osvojio i titulu najlepšeg muškarca na "Manhunt International", svetskom izboru u Južnoj Koreji. Međutim, 2006. godine počinje da se bavi glumom i odmah dobija glavne uloge. Veliku popularnost stekao je upravo nakon serije "Polje lala", a i danas je jedan od najtraženijih glumaca. Obzirom na njegov izgled i popularnost, turske medije je posebno zanimao njegov privatni život, a zanimljivo je da su sve Tolgahanove devojke za koje je javnost znala, bile glumice. Tolgahan je bio u vezi sa glumicama Berak Tuzuntač, Merve Bolugur, Serenaj Sarikaja i Selen Sojder, koju je upoznao upravo na snimanju serije "Polje lala". Od 2015. godine, Tolgahan je u vezi sa albanskom manekenkom Almedom Abazi, sa kojom je dobio sina, a par se potom venčao.

## Filmografija
| Godina       | Produkcija              | Uloga          | Opis                                      |
| 2006         | Acemi Cadı              |                | Glumac, TV serija                         |
| 2006         | Esir Kalpler            | Levent Ertekin | Glumac, kanal: Kanal D (TV serija)        |
| 2006         | Maçolar                 | Tuncay         | Glavni glumac, TV serija                  |
| 2007         | Dicle                   | Ferhat         | Glumac, TV serija                         |
| 2007–2009    | Zbogom Rumelijo         | Namık/Mustafa  | Glavni glumac, kanal: ATV (TV serija)     |
| 2007         | Hepsi1                  | Ali Koş        | Glumac, kanal: Show TV, ATV (TV serija)   |
| 2008         | Životni cilj            | Uğur           | Glavni glumac, film                       |
| 2009         | Kavak Yelleri           |                | Glumac, kanal: Kanal D (TV serija)        |
| 2009         | Ljubav se ne najavljuje | Ali            | Glavni glumac, film                       |
| 2010–2014    | Polje lala              | Çınar Ilgaz    | Glavni glumac, kanal: FOX TV (TV serija)  |
| 2014         | Sürgün                  | Sedat          | Glavni glumac, film                       |
| 2015–2016    | Zabranjena Ljubav       | Jigit Kozan    | Glavni glumac, kanal: Show TV (TV serija) |
| 2016         | Bizans Oyunları         | Prens Adonis   | Film                                      |
| 2017–2018    | Crni Biser              | Kenan Čelebi   | Glavni glumac, kanal: Star TV (TV serija) |
| 2018–present | Dovoljna je nada        | Jilmaz Karabej | Glavni glumac, kanal: Kanal D (TV Series) |